# غضروف
غُضروف بخشی از یک اندام مانند تیغه بینی، حنجره، نای و لاله گوش را می‌سازد یا انتهاهای استخوانها را در یک مفصل می‌پوشاند. استخوان‌ها داشتن حرکتی آسان بر روی یکدیگر را مدیون غضروف‌های سالم هستند. وظیفه دیگر غضروف‌های مفصلی جذب شوک در طی حرکات فیزیکی است. نام‌های قدیم‌تر غضروف در فارسی کَرکَرَک، کَرَرانَک، کرجن و چَرندو بوده‌است.
غضروف بافت پیوندی نیمه‌جامد است که از مزانشیم جنینی منشأ می‌گیرد. یاخته‌های سازنده غضروف کندروسیت نام دارند. کندروسیتها ماتریکس غضروف را می‌سازند. ماده زمینه‌ای ماتریکس حاوی مقدار زیادی آب (تا ۷۰٪). گلیکوزآمینوگلیکانها (کندروئیتین سولفات و اسید هیالورونیک) و گلیکوپروتئین‌ها مانند اگریکان است. در این ماده زمینه‌ای الیاف (کلاژن و الاستین) قرار دارند.
به‌طور کلی با توجه به غالب بودن نوع رشته شرکت‌کننده در ساختمان ماتریکس غضروف، در بدن سه نوع غضروف داریم: غضروف رشته‌ای مانند دیسک بین مهره‌های کمر، غضروف کِشسان (ارتجاعی) مانند لاله گوش، غضروف شیشه‌ای مانند غضروف مفصلی.

## غضروف شیشه‌ای
غضروف شیشه‌ای (شفاف، هیالین) چون در حالت تازه و بدون رنگ آمیزی به رنگ سفید مایل به آبی و شفاف در دیواره مجاری تنفسی، بینی، محل اتصال دنده‌ها به جناغ، سر استخوان دراز در محل مفصل دیده می‌شود. به علت نبودن پری‌کندریوم در سطح غضروف مفصلی، تغذیه آن توسط مایع مفصلی تأمین می‌گردد. در غضروف شفاف، کندروسیتهای محیطی، بیضوی، کوچک و جوان هستند، ولی کندروسیتهای مرکزی گرد، در نواحی مرکزی گاهی گروه‌های ۲ و ۴ سلولی که در درون یک گودال (لاکونا) قرار گرفته‌اند، مشاهده می‌گردند، چون این سلول‌ها از تقسیم یک سلول واحد حاصل می‌شوند، به گروه‌های ایزوژنیک موسوم هستند. ماتریکس غضروف شیشه‌ای حاوی فیبریل‌های ظریف کلاژن نوع II می‌باشد، که به علت داشتن ضریب شکست مشابه ماده زمینه‌ای در رنگ آمیزی معمولی و با میکروسکوپ نوری قابل مشاهده نیست. علاوه بر الیاف کلاژن، ماتریکس غضروف شفاف حاوی کندرواتین سولفات، اسید هیالورونیک و گلیکوپروتئینی به نام کندرونکتین است. در دوره جنینی، قالب اولیه استخوان‌های دراز کوتاه از نوع غضروف شفاف است.

## غضروف کشسان
غضروف کشسان یا ارتجاعی (الاستیک) بسیار انعطاف‌پذیرتر از غضروف شیشه‌ای است؛ و در حالت تازه به رنگ مایل به زرد دیده می‌شود. رنگ و خاصیت ارتجاعی این غضروف، ناشی از وجود الیاف الاستیک فراوان در ماتریکس آن می‌باشد. این نوع غضروف به‌طور محدود در ساختمان لاله گوش دیواره قسمتی از مجرای شنوایی خارجی و شیپور استاش، اپیگلوت و غضروف‌های میخی حنجره به کار رفته‌است. غضروف کشسان، سلول‌هایی شبیه غضروف شیشه‌ای دارد؛ ولی ماتریکس آن به علت داشتن الیاف کشسان فراوان، از ماتریکس غضروف متفاوت است.

## غضروف رشته‌ای
غضروف رشته‌ای یا فیبرو (Fibro)، ترکیبی از غضروف و بافت همبند متراکم هستند. بطوری که یاخته‌های غضروفی همراه با ماتریکس بسیار محدود در اطراف خود، در بین دسته‌های الیاف کلاژن نوع I قرار دارند. به همین دلیل نیز در رنگ آمیزی معمولی، ماتریکس در آن اسیدوفیل دیده می‌شود. در این نوع غضروف سلول‌ها همه مشخصات سلول‌های غضروفی را دارا می‌باشند و به صورت ردیف در حد فاصل رشته‌های کلاژن قرار گرفته‌اند؛ بنابراین غضروف‌پوش (پری‌کندریوم) مشخصی در اطراف غضروف رشته‌ای دیده نمی‌شود.
این غضروف در ساختمان دیسک بین مهره‌ای - مفصل استخوان‌های شرمگاهی - برخی زردپی‌ها و رباط‌ها که فشار زیادی را باید تحمل کنند، بکار رفته‌است. منشأ غضروف فیبر، بافت همبند است. بدین معنی که در ناحیه‌ای که غضروف رشته‌ای تشکیل خواهد شد، فیبروبلاستها به تدریج تغییر شکل یافته و به کندروسیتها تبدیل می‌شوند و سپس به وسیلهٔ لایه نازکی از ماتریکس احاطه می‌شوند. این تغییر تدریجی از بافت همبند متراکم به غضروف رشته‌ای در جاهایی که غضروف رشته‌ای دیده می‌شود، به خوبی قابل مشاهده است.

## رشد غضروف
رشد سطحی (Appositional growth): در این طریق، کندروبلاستهای مشتق از لایه کندروژنیک پری کندریوم، با ترشح ماتریکس غضروفی و محصور شدن در آن باعث افزایش تعداد کندروسیتها و رشد توده غضروفی در ناحیه سطحی می‌شوند.
رشد بینابینی (Interstitial growth): در این روش، سلول‌های حاصل از تقسیم میتوزی کندروسیتهای عمقی و ترشح ماتریکسی توسط آن‌ها باعث افزایش حجم غضروف از درون می‌گردد.